# قائمة وزراء الصحة (السعودية)
فيما يلي قائمة بأسماء وزراء الصحة السعودية منذ تأسيسها:
| مسلسل | وزير الصحة                                   | من الفترة | حتى الفترة | تبعه                                   | في عهد                                                                                            |
| ----- | -------------------------------------------- | --------- | ---------- | -------------------------------------- | ------------------------------------------------------------------------------------------------- |
| 1     | الأمير عبد الله الفيصل بن عبد العزيز آل سعود | 1370 هـ   | 1373 هـ    | الدكتور رشاد بن محمود فرعون            | الملك عبد العزيز آل سعود                                                                          |
| 2     | الدكتور رشاد بن محمود فرعون                  | 1373 هـ   | 1380 هـ    | الدكتور حسن بن يوسف نصيف               | الملك عبد العزيز آل سعود الملك سعود بن عبد العزيز آل سعود                                         |
| 3     | الدكتور حسن بن يوسف نصيف                     | 1380 هـ   | 1381 هـ    | الدكتور حامد بن محمد الهرساني          | الملك سعود بن عبد العزيز آل سعود                                                                  |
| 4     | الدكتور حامد بن محمد الهرساني                | 1381 هـ   | 1382 هـ    | الدكتور يوسف بن يعقوب الهاجري          | الملك سعود بن عبد العزيز آل سعود                                                                  |
| 5     | الدكتور يوسف بن يعقوب الهاجري                | 1382 هـ   | 1386 هـ    | الشيخ حسن بن عبد الله آل الشيخ         | الملك سعود بن عبد العزيز آل سعود الملك فيصل بن عبد العزيز آل سعود                                 |
| 6     | الشيخ حسن بن عبد الله آل الشيخ               | 1386هـ    | 1390 هـ    | الدكتور جميل بن إبراهيم الحجيلان       | الملك فيصل بن عبد العزيز آل سعود                                                                  |
| 7     | الدكتور جميل بن إبراهيم الحجيلان             | 1390هـ    | 1394 هـ    | الدكتور عبد العزيز بن عبد الله الخويطر | الملك فيصل بن عبد العزيز آل سعود                                                                  |
| 8     | الدكتور عبد العزيز بن عبد الله الخويطر       | 1394 هـ   | 1395 هـ    | الدكتور حسين بن عبد الرزاق الجزائري    | الملك فيصل بن عبد العزيز آل سعود                                                                  |
| 9     | الدكتور حسين بن عبد الرزاق الجزائري          | 1395 هـ   | 1403 هـ    | الدكتور غازي بن عبد الرحمن القصيبي     | الملك فيصل بن عبد العزيز آل سعود الملك خالد بن عبد العزيز آل سعود الملك فهد بن عبد العزيز آل سعود |
| 10    | الدكتور غازي بن عبد الرحمن القصيبي           | 1403 هـ   | 1404 هـ    | الدكتور فيصل بن عبدالعزيز الحجيلان     | الملك فهد بن عبد العزيز آل سعود                                                                   |
| 11    | الدكتور فيصل بن عبد العزيز الحجيلان          | 1404 هـ   | 1416 هـ    | الدكتور أسامة بن عبد المجيد شبكشي      | الملك فهد بن عبد العزيز آل سعود                                                                   |
| 12    | الدكتور أسامة بن عبد المجيد شبكشي            | 1416 هـ   | 1424 هـ    | الدكتور حمد بن عبد الله المانع         | الملك فهد بن عبد العزيز آل سعود                                                                   |
| 13    | الدكتور حمد بن عبد الله المانع               | 1424 هـ   | 1430 هـ    | الدكتور عبد الله بن عبد العزيز الربيعة | الملك فهد بن عبد العزيز آل سعود الملك عبد الله بن عبد العزيز آل سعود                              |
| 14    | الدكتورعبد الله بن عبد العزيز الربيعة        | 1430 هـ   | 1435 هـ    | المهندس عادل فقيه                      | الملك عبد الله بن عبد العزيز آل سعود                                                              |
| 15    | المهندس عادل فقيه                            | 1435هـ    | 1436 هـ    | محمد بن علي آل هيازع                   | الملك عبد الله بن عبد العزيز آل سعود                                                              |
| 16    | الدكتور محمد بن علي آل هيازع                 | 1436 هـ   | 1436 هـ    | أحمد الخطيب                            | الملك عبد الله بن عبد العزيز آل سعود                                                              |
| 17    | أحمد الخطيب                                  | 1436 هـ   | 1436 هـ    | محمد آل الشيخ                          | الملك سلمان بن عبدالعزيز آل سعود                                                                  |
| 18    | محمد آل الشيخ                                | 1436 هـ   | 1436 هـ    | خالد الفالح                            | الملك سلمان بن عبدالعزيز آل سعود                                                                  |
| 19    | المهندس خالد الفالح                          | 1436 هـ   | 1437 هـ    | الدكتور توفيق بن فوزان الربيعة         | الملك سلمان بن عبدالعزيز آل سعود                                                                  |
| 20    | الدكتور توفيق بن فوزان الربيعة               | 1437      | 1443 هـ    | فهد بن عبد الرحمن بن داحس الجلاجل      | الملك سلمان بن عبدالعزيز آل سعود                                                                  |
| 21    | فهد بن عبد الرحمن بن داحس الجلاجل            | 1443 هـ   | حتى الان   |                                        | الملك سلمان بن عبدالعزيز آل سعود                                                                  |